# Скитальцы (пьеса)
«Скитальцы» — пьеса Владимира Набокова, относящаяся к русскому периоду его творчества. Была написана в 1921 году и впервые опубликована в 1923 году. Автор выдал её за перевод пьесы выдуманного им английского драматурга Вивиана Калмбруда.

## Сюжет
Действие пьесы происходит в английском трактире «Пурпурного Пса», где встречаются два брата, Эрик и Роберт: один всю жизнь путешествовал и теперь решил вернуться домой, а второй оказался скитальцем в переносном смысле, из порядочного человека превратившись в разбойника. Другие персонажи — хозяин трактира Колвил, его дочь юная Сильвия, которая ходит во сне, и Стречер, посетитель трактира, рассказавший о недавней встрече с разбойником.

## Публикация и оценки
«Скитальцы» были написаны в конце октября — начале ноября 1921 года. Автор, тогда 22-летний студент Кембриджа и начинающий поэт, отправил рукопись родителям, выдав её за перевод первого действия драмы «Скитальцы», якобы написанной в 1768 году англичанином Вивианом Калмбрудом (на самом деле это была анаграмма имени писателя). Известно, что отец поверил этой мистификации и выразил беспокойство из-за того, что сын тратит время на такие пустяки. В 1923 году пьеса была опубликована в эмигрантском литературном альманахе «Грани», причём как автор был указан Вивиан Калмбруд, а как переводчик — «Влад. Сирин». При жизни автора «Скитальцы» не переиздавались, как и все остальные его пьесы.
Первые читатели пьесы поверили в существование Вивиана Калмбруда. Б. Аратов на страницах журнала «Воля России» написал: «Интересна трагедия „Скитальцы“ Кэлмбруда, переведённая с английского В. Сириным, но трудно составить себе полное представление о ней, ибо в альманахе помещено лишь первое действие». Арсений Мерич в статье, опубликованной в журнале «Дни», признал, что «по отлично переведённому В. Сириным отрывку из старинной английской трагедии В. Калмбруда „Скитальцы“ трудно, однако, судить о значительности этой вещи».
Биограф Набокова Брайан Бойд отметил: «Если бы пьеса „Скитальцы“ действительно была написана английским поэтом конца XVIII или начала XIX века, она конечно же не заслуживала бы перевода, но как упражнение в литературном перевоплощении двадцатидвухлетнего русского поэта XX века она, несомненно, оставляет яркое впечатление».